# Nielles-lès-Ardres
Nielles-lès-Ardres (Nederlands: Niel-bij-Aarde) is een gemeente in het Franse departement Pas-de-Calais (regio Hauts-de-France) en telt 455 inwoners (2004). De plaats maakt deel uit van het arrondissement Calais.

## Geografie
De oppervlakte van Nielles-lès-Ardres bedraagt 4,5 km², de bevolkingsdichtheid is 101,1 inwoners per km².
De onderstaande kaart toont de ligging van Nielles-lès-Ardres met de belangrijkste infrastructuur en aangrenzende gemeenten.

## Demografie
Onderstaande figuur toont het verloop van het inwonertal (bron: INSEE-tellingen).